# 央端社
央端社（日语：／）是一家真實性存疑的出版社。2008年左右起，日语维基百科部分条目将据称由央端社出版的书籍列为信息来源，这些书籍在2015年证实很可能都不存在。
据下文中编者A的说法，央端社是位于宫城县的出版社，读音为。通过帝国数据银行数据库、国立国会图书馆藏书检索、Amazon.com、日本古本屋、Super源氏等的商品搜索，均无法确认名为央端社的出版社存在。该出版社没有在管理ISBN的日本图书号码管理中心登记，声称所在地宫城县的宫城县图书馆也没有相关藏书。

## 维基百科条目受质疑
2008年左右起，某维基百科编者A创建了一系列关于犬种的条目，来源中用到央端社。维基百科讨论显示，2008年，有用户就互联网上关于央端社的信息过少提出质疑，但当时没有条目被删除。A曾称，自己在2011年东日本大震灾中失去藏书。据统计，A编写过的犬种相关条目超过700条。
之后，不同地方陆续有人质疑央端社是否真实存在。2012年，有人在知识社区型网站OKWAVE提问，质疑央端社的真实性，回答指出，维基百科上8条列作来源的文献，在国立国会图书馆和各类书店查找不到任何信息。
2015年，一批Twitter用户核查维基百科上央端社相关文字，之后有人整理成Togetter汇总帖“列作Wikipedia参考文献，但无法确认存在的出版社‘央端社’”。维基百科社群重新审查相关犬种条目，并移交存废讨论。

## 评论
撰稿人石动龙仁表示，要证明列作来源的资料不存在并不容易，这次事件暴露出开放的百科全书所面临的困难。Gadget通信的84oca认为，这次事件可以与时隔5年才被揭发的英语维基百科虚构条目“比乔利姆冲突”相提并论。维基人北村紗衣称，维基百科用户互相假定“基于善意寻找资料编写”，虚假条目可能需要一段时间才能发现。

## 脚注